# 霍夏
50°35′55″N 26°40′31″E / 50.59861°N 26.67528°E

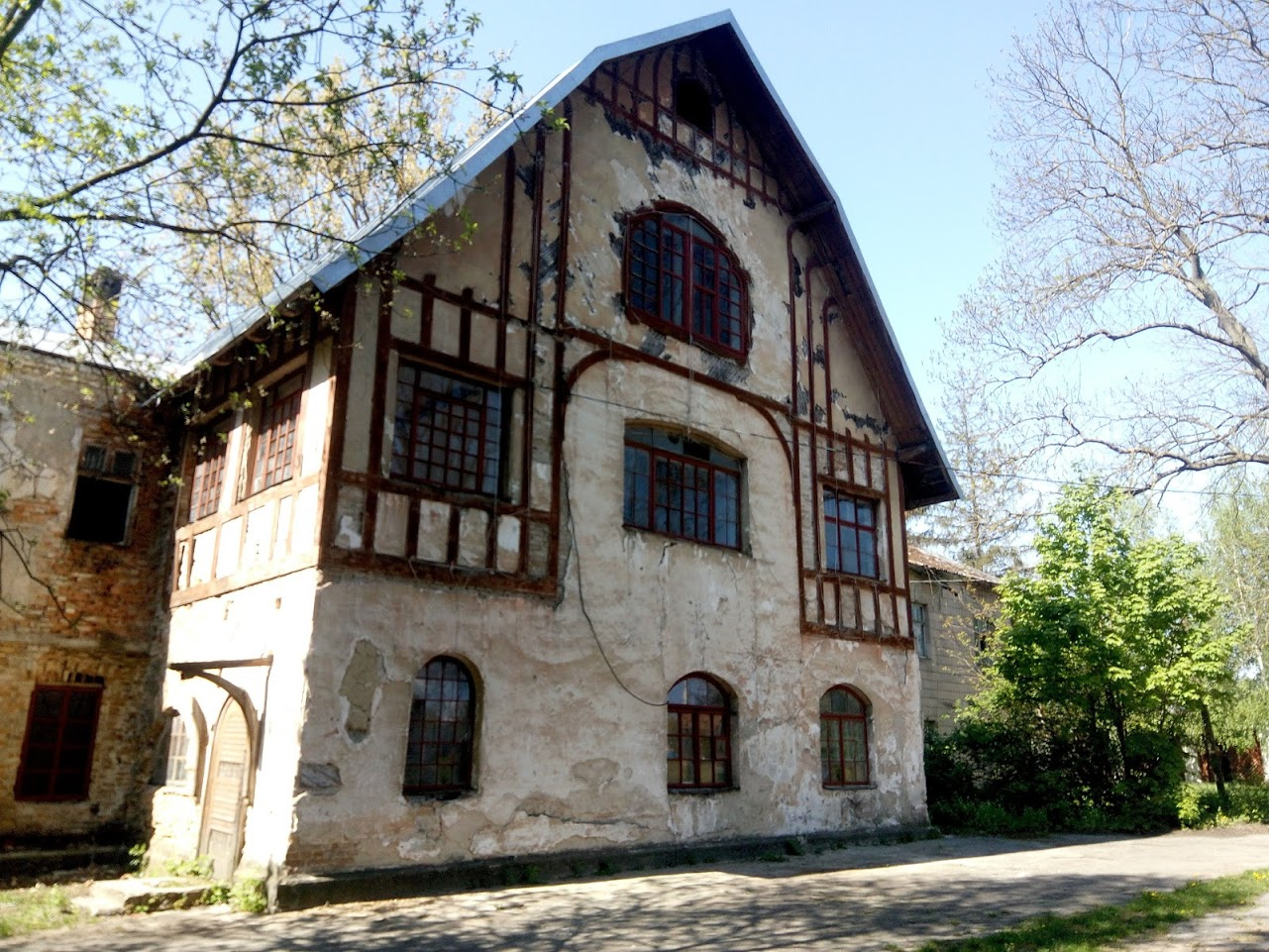

霍夏（羅馬化：Hoshcha），又按俄语名译为戈夏，是烏克蘭西北部羅夫諾州羅夫諾區霍夏市镇内的鎮及該市鎮之行政中心。始建於1152年，面積7.09平方公里，海拔高度192米，2001年人口5,121，人口密度每平方公里722人。

## 備註
1. ↑  俄語：